# 島雄たけし
島雄 たけし（しまお たけし、1894年〈明治27年〉 - 1978年〈昭和53年〉11月26日）。日本の画家。油彩画・水彩画・水墨画を得意とし、兵庫県豊岡市を拠点に活動し、国画会展への入選や各地での個展開催などを通じて地域文化の発展に寄与した。

## 略歴
- 1894年、鳥取県に生まれる。
- 東京都海城中学を卒業後、川端画学校に学ぶ。
- 慶應義塾大学文学部を中退。
- 大正14年から昭和7年まで、豊岡高等女学校の図画教諭を務める。
- その後、神戸市に移住し、六甲にアトリエを構えて画業に専念。
- 国画会美術展に19回連続入選。
- 鳥取県美術協会創立会員、兵庫県美術家連盟会員。
- 東京・大阪・神戸・豊岡・鳥取・朝鮮・中国などで25回の個展を開催。
- 朝鮮・満州・中国などへ写生旅行を行った。
- 昭和19年、第二次世界大戦の影響で豊岡市九日市に疎開。
- 豊岡市・草玄会会員、豊岡美術作家協会顧問。
- 1978年11月26日、死去。

## 作品
島雄たけしは、油彩画・水彩画・水墨画を中心に多数の作品を残している。  
作品については、島雄たけし保存会 公式サイトを参照。

## 評価
2023年には、神戸新聞や読売新聞が遺作展を報じ、郷土画家としての再評価が進められている。